# 大塚孝綽
大塚 孝綽（おおつか たかやす、享保4年7月28日（1719年9月12日）－寛政4年7月18日（1792年9月4日））は、江戸時代中期の儒学者・田安家家臣。初名は良能。字は子裕。通称は大助。号は頤亭。

## 経歴
尾張藩士大塚嘉保の子として江戸に生まれる。朱子学を学んで、寛延元年（1748年）に田安宗武に仕官して大番となり、儒学のみならず、漢詩や武芸にも秀で、特に弓術は家中屈指であったことから、次第に宗武の信任を得て子供たちの教育を任されて、更に田安家の用人・番頭として家政を仕切った。宗武の子である松平定信も孝綽に学んで生涯師として仰いだ。天明7年（1787年）、定信が老中に就任すると、江戸幕府に召されて定信の顧問として寛政の改革に関わったが、定信の辞任後は職を辞して田安家に復帰した。
柴野栗山や後藤芝山と親しく、また黒沢雉岡を田安家に推挙した。だが、一方で田安家は徳川将軍家の藩屏として幕藩体制の擁護する立場から朱子学の振興に務めるべきであるとする考えから、朱子学的な主従関係を否定する国学を宗武が保護していることには懸念を抱き、田安家に仕えていた賀茂真淵が宝暦10年（1760年）に『万葉考別記』を刊行しようとした際には、真淵に刊行を差し止めるように手紙を送っている。こうした、孝綽の儒学・国学観は松平定信にも大きく影響を与えたとされている。なお、大塚の死後、定信が著した『田安府故大番隊帥大冢君墓碑記』が残されている。
墓所は東京都文京区小日向の道栄寺。
子に『救時策』を著した大塚孝威（号・稼圃、字・子儀）がいる。